# Feng Youlan

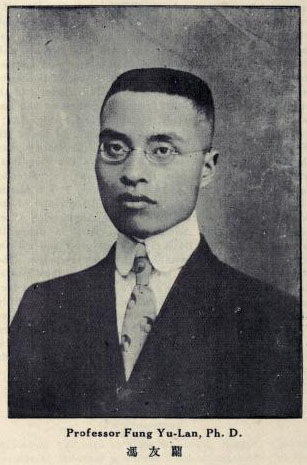
Feng Youlan

Feng Youlan (vereenvoudigd Chinees: 冯友兰; traditioneel Chinees: 馮友蘭; pinyin: Féng Yǒulán) (Tanghe (Nanyang, Henan), 4 december 1895 - Peking, 26 november 1990) of Feng Yu-lan was een Chinees filosoof die vooral herinnerd wordt om zijn studie van de geschiedenis van de Chinese filosofie.
Hij studeerde aan de Universiteit van Beijing en behaalde aan de Columbia-universiteit zijn doctoraat. Zijn Geschiedenis van de Chinese filosofie was de eerste complete geschiedenis van hoog niveau door een eigentijds geleerde. Tijdens de Tweede Wereldoorlog trachtte hij Zhu Xi's filosofie uit de 12e eeuw te reconstrueren. Na de communistische overname in 1949 en tijdens de Culturele Revolutie verloochende hij zijn eerdere confucianistische denkbeelden. Na de Culturele Revolutie nam hij opnieuw zijn vroegere positie in en herschreef zijn Geschiedenis van de Chinese filosofie in zeven delen.
- Bibsys: 97007477
- Biblioteca Nacional de España: XX4722074
- Bibliothèque nationale de France: cb121140196 (data)
- Catàleg d'autoritats de noms i títols de Catalunya: 981061029103406706
- CiNii: DA02535949
- Gemeinsame Normdatei: 118925385
- International Standard Name Identifier: 0000 0001 1049 302X
- Library of Congress Control Number: n50002568
- Nationale Bibliotheek van Letland: 000168801
- National Central Library: 1084733
- Bibliotheek van het Japanse parlement: 00315477
- Nationale Bibliotheek van Tsjechië: jn20020503003
- Nationale bibliotheek van Australië: 35080484
- Nationale Bibliotheek van Israël: 987007261023105171
- Nationale en Universitaire bibliotheek Zagreb: 000170795
- Nederlandse Thesaurus van Auteursnamen: 147016312
- Réseau des bibliothèques de Suisse occidentale: 02-A000061866
- Istituto Centrale per il Catalogo Unico: CFIV029027
- LIBRIS: 224243
- Système universitaire de documentation: 029533686
- Trove: 820629
- Virtual International Authority File: 29565673
- WorldCat: E39PBJvxrwytRMWBkFWMxP3fbd